# Марциано, Офир
Офир Марциано (ивр. אופיר מרציאנו‎; 7 октября 1989, Ашдод, Израиль) — израильский футболист, вратарь клуба «Хапоэль» (Беэр-Шева) и сборной Израиля.

## Биография

### Клубная карьера
Родился 7 октября 1989 года в городе Ашдод и является воспитанником местного одноимённого клуба. С 2008 года Марциано стал попадать в заявку основной команды. Дебютировал в чемпионате Израиля 27 марта 2010 года в матче с «Маккаби» Тель-Авив. Начиная с сезона 2011/12 был основным вратарём клуба. Летом 2015 года был отдан в аренду на один сезон в бельгийский клуб «Мускрон-Перювельз», где сыграл в шести первых турах чемпионата Бельгии, но затем перестал попадать в заявку команды. В 2016 году был отдан в аренду в шотландский «Хиберниан», на тот момент выступавший в Чемпионшипе. В сезоне 2016/17 сыграл за клуб 21 матч и стал победителем Чемпионшипа. После окончания аренды, подписал с «Хиберниан» полноценный контракт и 5 августа 2017 года дебютировал в Премьер-лиге в матче первого тура против «Партик Тисл».
30 июня 2021 года перешёл в нидерландский «Фейеноорд», подписав с клубом из Роттердама контракт на два сезона.

### Карьера в сборной
Впервые был вызван в сборную Израиля в сентябре 2013 года на матчи отборочного турнира чемпионата мира 2014, однако на поле не вышел. Дебютировал за сборную 10 октября 2014 года в матче 1-го тура квалификации Евро-2016 против сборной Кипра (2:1). В рамках квалификации сыграл во всех 10 матчах и пропустил 14 мячей, занял со сборной 4 место в группе. В 2020 году провёл все 6 матчей в Лиге B Лиги наций УЕФА 2020/21.

## Достижения
«Хиберниан»
- Победитель Шотландского Чемпионшипа: 2016/17

«Фейеноорд»
- Чемпион Нидерландов: 2022/23

## Личная жизнь
В июне 2016 года женился на израильской модели Шелли Марциано (дев. Регев), которая переехала вместе с ним в Шотландию. У пары есть сын.